# Martin Štěpánek (Schauspieler)

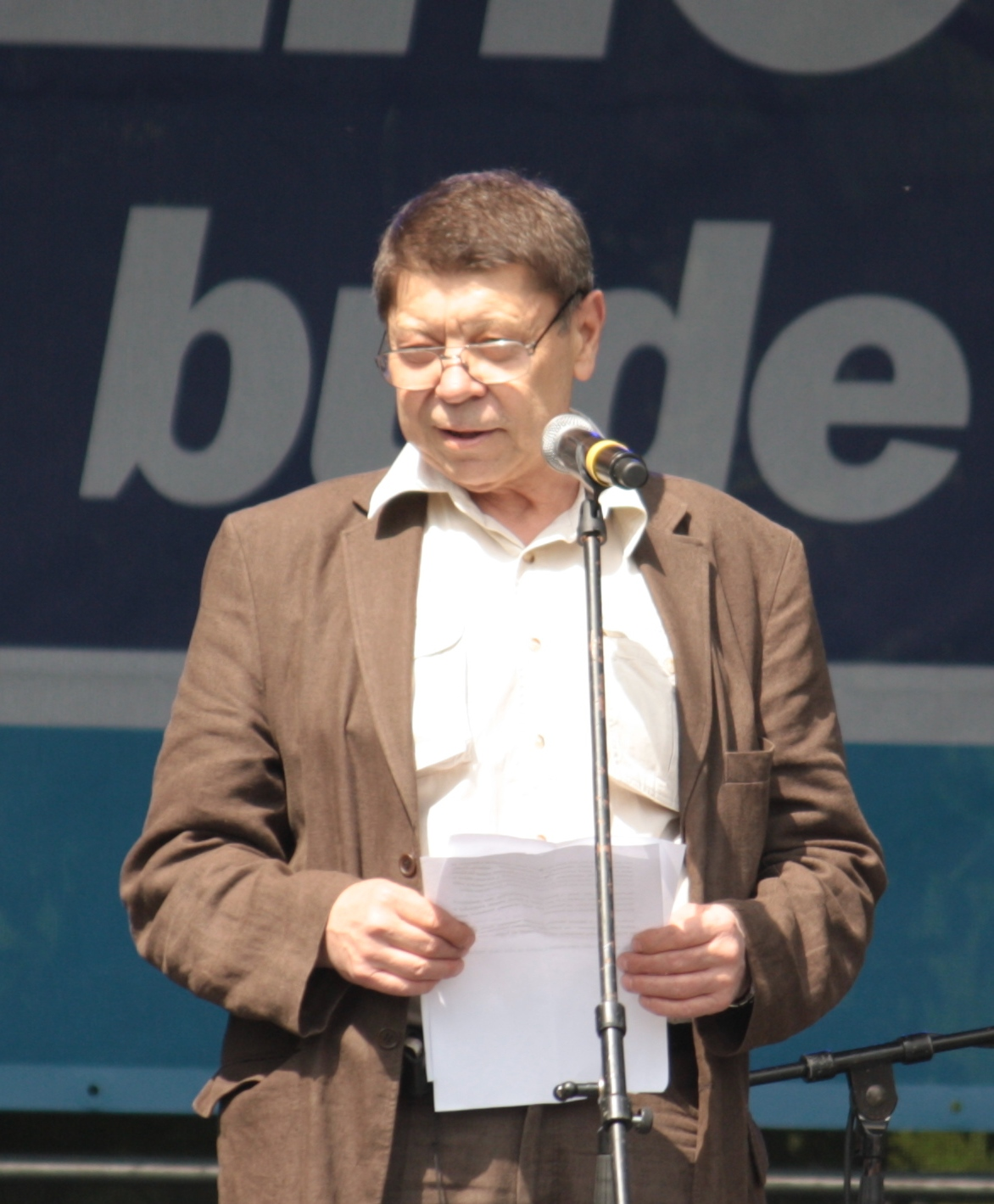
Martin Štěpánek (Mai 2010)

Martin Štěpánek (* 11. Januar 1947 in Prag; † 16. September 2010 ebenda) war ein tschechischer Schauspieler, Regisseur und Politiker.

## Leben
Der Sohn des tschechischen Schauspielers Zdeněk Štěpánek machte 1965 sein Abitur und schloss sein Studium an der DAMU im Jahre 1969 ab. Er war in den 1970er Jahren vier Jahre Ensemblemitglied im Prager Nationaltheater, danach arbeitete er am Prager Theater Činoherní klub (Schauspielklub). Zwischen 1981 und 1994 lebte er in der Emigration in Österreich und Deutschland. Von September 2006 bis Januar 2007 amtierte er als tschechischer Kultusminister in der ersten Regierung von Ministerpräsident Mirek Topolánek. Der krebskranke Štěpánek starb durch Suizid.

## Filmographie

### Filme
- Der Angeklagte (Obžalovaný) (1964)
- Alibi na vodě (1965)
- Šerif za mrežami (1965)
- Každý mladý muž (1965)
- Objížďka (1968)
- Flirt se slečnou Stříbrnou (1969)
- Svatá hříšnice (1970)
- Pět mužů a jedno srdce (1971)
- Tajemství velikého vypravěče (1971)
- Der Zug in die Station Himmel (Vlak do stanice Nebe) (1972)
- Princ Chocholouš (1974)
- Sokolovo (1974)
- Proč nevěřit na zázraky (1977)
- Pasáž (1996)
- Královský slib (2001)
- Jménem krále (2009)

### Serien
- Hříšní lidé města pražského (1968)
- Tajemství proutěného košíku (1978)
- 30 případů majora Zemana, Teil Rukojmí v Bella Vista (1978)
- Na lavici obžalovaných justice (1998)
- Pojišťovna štěstí (2004)
- Letiště (2006)